# Мистецтво (журнал, 1919—1920)
«Мисте́цтво» — літературно-мистецький тижневик Української секції Всеукрліткома (1919, ч. 1–4), літературно-мистецький тижневик Відділу мистецтв при Наркомпросі (1919, ч. 5/6; 1920, ч. 1). Перше число (номер) за 1919 рік вийшов під спільною редакцією Гната Михайличенка та Михайля Семенка. У числах 2–5/6 за 1919 рік відповідальний за «редакційну колеґію» Михайль Семенко, а в числі 1 за 1920 рік — редактор. Числа 3–5/6 (1919) та 1 (1920) оформлені Георгієм Нарбутом, який використав у своїх графічних ілюстраціях мотиви на основі трикутника Серпінського.
Друкувався в друкарні «І. І. Чоколов» на вул. Великій Житомирській, 20 (1919. — Ч. 1–5/6.). Останнє число тижневика вийшло в Державному видавництві У. С. Р. Р. (надруковано в друкарні І. М. Кушнерева та Спілки; вул. Караваївська, 5).
У «Мистецтві» друкувалися твори та статті Василя Еллана-Блакитного, Миколи Бурачека, Дмитра Загула, Павла Коменданта, Володимира Коряка, Леся Курбаса, Михайла Лебединця, Гната Михайличенка, Клима Поліщука, Якова Савченка, Михайля Семенка, Олекси Слісаренка, Валер'яна Тарноградського, Павла Тичини, Ніни Трикулевської-Дубровської, Василя Чумака, Володимира Ярошенка та ін.; репродукції робіт Едуара Мане, Клода Моне, Олександра Мурашка, Георгія Нарбута, Анатоля Петрицького, Каміля Пісаро, Поля Сезана.

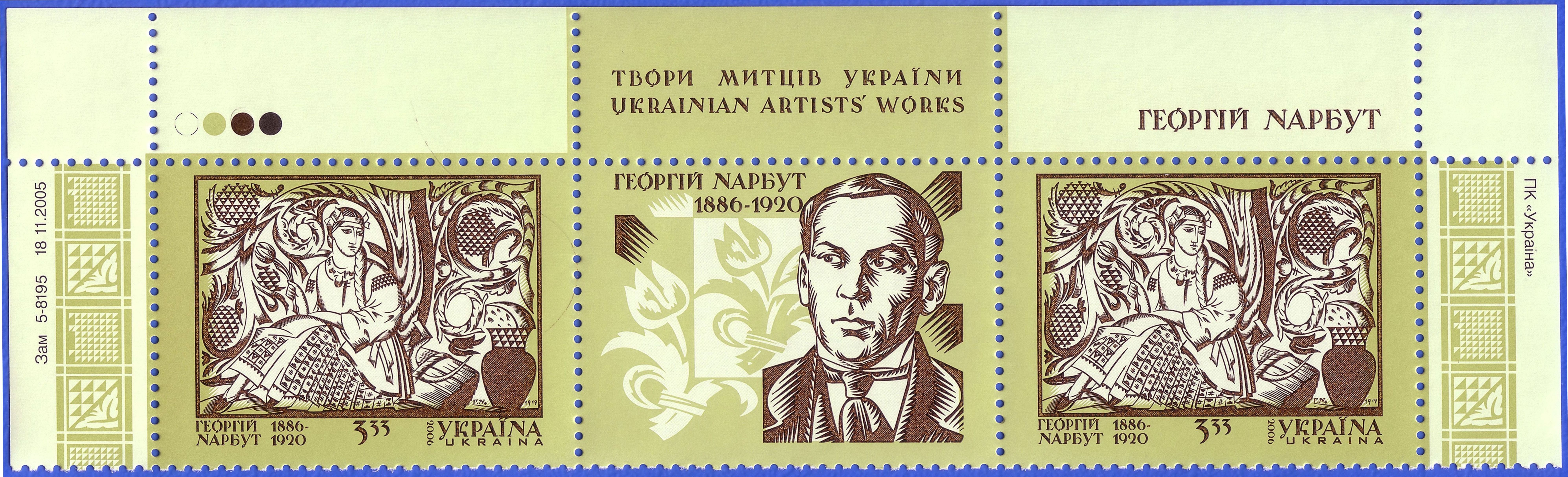
Блок до 120-річчя з дня народження Г. І. Нарбута (Mi #769) з марками, що містять заставку для розділу «Поезія» журналу «Мистецтво», 1919